# 슈라이어 정리
군론에서 슈라이어 정리(영어: Schreier theorem)는 임의의 군의 두 정규 부분군의 열을 서로 ‘동치’가 되도록 세분할 수 있다는 정리이다.

## 정의
군 {\displaystyle G}의 정규 부분군들의 열
{\displaystyle 1=G_{0}\vartriangleleft G_{1}\vartriangleleft G_{2}\vartriangleleft \cdots \vartriangleleft G_{m}=G}
{\displaystyle 1=H_{0}\vartriangleleft H_{1}\vartriangleleft H_{2}\vartriangleleft \cdots \vartriangleleft H_{n}=G}
이 주어졌다고 하자. 만약 전자에 유한 개의 부분군을 추가하여 후자를 얻을 수 있다면, 후자가 전자의 세분(영어: refinement)이라고 한다. 만약 {\displaystyle m=n}이며, 모든 {\displaystyle i=1,\dots ,n}에 대하여 몫군 {\displaystyle G_{i}/G_{i-1}}와 {\displaystyle H_{\sigma (i)}/H_{\sigma (i)-1}}이 동형이 되는, {\displaystyle i=1,\dots ,n}의 순열 {\displaystyle \sigma }가 존재한다면, 두 열이 서로 동치(영어: equivalent)라고 한다.
슈라이어 정리에 따르면, 군 {\displaystyle G}의 두 정규 부분군의 열은 서로 동치인 세분을 갖는다.:22, §I.3, Theorem 3.4
슈라이어 정리의 증명:
군 {\displaystyle G}의 두 정규 부분군의 열
{\displaystyle 1=G_{0}\vartriangleleft G_{1}\vartriangleleft G_{2}\vartriangleleft \cdots \vartriangleleft G_{m}=G}
{\displaystyle 1=H_{0}\vartriangleleft H_{1}\vartriangleleft H_{2}\vartriangleleft \cdots \vartriangleleft H_{n}=G}
이 주어졌다고 하자.
{\displaystyle G_{ij}=G_{i-1}(H_{j}\cap G_{i})\qquad (i=1,\dots ,m,\;j=0,\dots ,n)}
{\displaystyle H_{ij}=H_{j-1}(G_{i}\cap H_{j})\qquad (i=0,\dots ,m,\;j=1,\dots ,n)}
라고 하자. 그렇다면, 나비 보조정리에 따라 각 {\displaystyle i=1,\dots ,m} 및 {\displaystyle j=1,\dots ,n}에 대하여
{\displaystyle G_{i,j-1}\vartriangleleft G_{ij}}
{\displaystyle H_{i-1,j}\vartriangleleft H_{ij}}
이며, 다음과 같은 ({\displaystyle mn}쌍의) 몫군의 동형이 성립한다.
{\displaystyle G_{ij}/G_{i,j-1}\cong H_{ij}/H_{i-1,j}}
따라서, 두 열의 세분
{\displaystyle 1=G_{0}=G_{10}\vartriangleleft G_{11}\vartriangleleft \cdots \vartriangleleft G_{1n}=G_{1}=G_{20}\vartriangleleft G_{21}\vartriangleleft \cdots \vartriangleleft G_{mn}=G}
{\displaystyle 1=H_{0}=H_{01}\vartriangleleft G_{11}\vartriangleleft \cdots \vartriangleleft G_{m1}=H_{1}=H_{02}\vartriangleleft H_{12}\vartriangleleft \cdots \vartriangleleft H_{mn}=G}
은 서로 동치이다.

## 참고 문헌
1. ↑  Lang, Serge (2002). 《Algebra》. Graduate Texts in Mathematics (영어) 211 개정 3판. New York, NY: Springer. doi:10.1007/978-1-4613-0041-0. ISBN 978-1-4612-6551-1. ISSN 0072-5285. MR 1878556. Zbl 0984.00001.